# Dedo mínimo
O dedo mínimo, ou mindinho, também conhecido como dedo do bebê, quinto dedo ou dedo mindinho, é o menor e mais ulnar dedo da mão humana, que fica próximo ao dedo anelar.

## Etimologia
A palavra "pinkie", em inglês, tem origem na palavra holandesa pink, que significa "dedinho".
O termo "pinkie" foi registrado pela primeira vez na Escócia em 1808. O termo (algumas vezes escrito como "pinky") é comum no inglês escocês e no inglês americano, além de ser usado extensivamente em outros países membros da Commonwealth, como Canadá e Austrália.

## Nervos e músculos
O dedo mínimo é quase impossível para várias pessoas dobrarem independentemente (sem também dobrar o dedo anelar), pois os nervos de cada dedo estão entrelaçados. Há também nove músculos que auxiliam no controle do quinto dedo: três na eminência hipotenar, dois flexores extrínsecos, dois extensores extrínsecos e mais dois músculos intrínsecos:
- Eminência hipotenar:
  - Músculo oponente do dedo mínimo
  - Músculo abdutor mínimo dos dedos (adução do terceiro interósseo palmar)
  - Flexor digiti minimi brevis (o "longo" está ausente na maioria dos humanos)
- Dois flexores extrínsecos:
  - Flexor superficial dos dedos
  - Flexor digitorum profundo
- Dois extensores extrínsecos:
  - Músculo extensor do dedo mínimo
  - Extensor digitorum
- Dois músculos intrínsecos da mão:
  - Quarto músculo lumbrical
  - Terceiro músculo interósseo palmar

Nota: os interósseos dorsais dos músculos da mão não são fixados ao quinto dedo.

## Significado cultural

### Gestos
As crianças americanas costumam jogar um jogo chamado de "jogo de dedo mindinho" ou "promessa de dedo mindinho", quando uma pessoa envolve um de seus dedos mindinhos no dedo mindinho de outra pessoa para fazer uma promessa. Isso acontece da mesma forma na Coreia, onde as pessoas unem os dedos mindinhos e depois batem os polegares para fazer um yaksok (promessa).
Entre os membros da yakuza japonesa (gangsters), ofensas são punidas com a remoção de partes do dedo mindinho (conhecido como yubitsume).
É um erro dizer que se deve estender o dedo mindinho ao tomar uma xícara de chá. Esta prática é geralmente condenada pelos guias de etiqueta por ser um sinal de esnobismo entre as pessoas de baixo nível social, com várias teorias culturais sobre como a prática surgiu, com a ideia de que os petiscos devem ser comidos apenas com os três primeiros dedos.
O aplicativo de mensagens Teams, da Microsoft, tem um emoji que representa uma mão fechada com o dedo mindinho levantado. A descrição é "Chamado da Natureza", que é um eufemismo educado usado quando alguém sente vontade de urinar ou defecar.

### Anéis

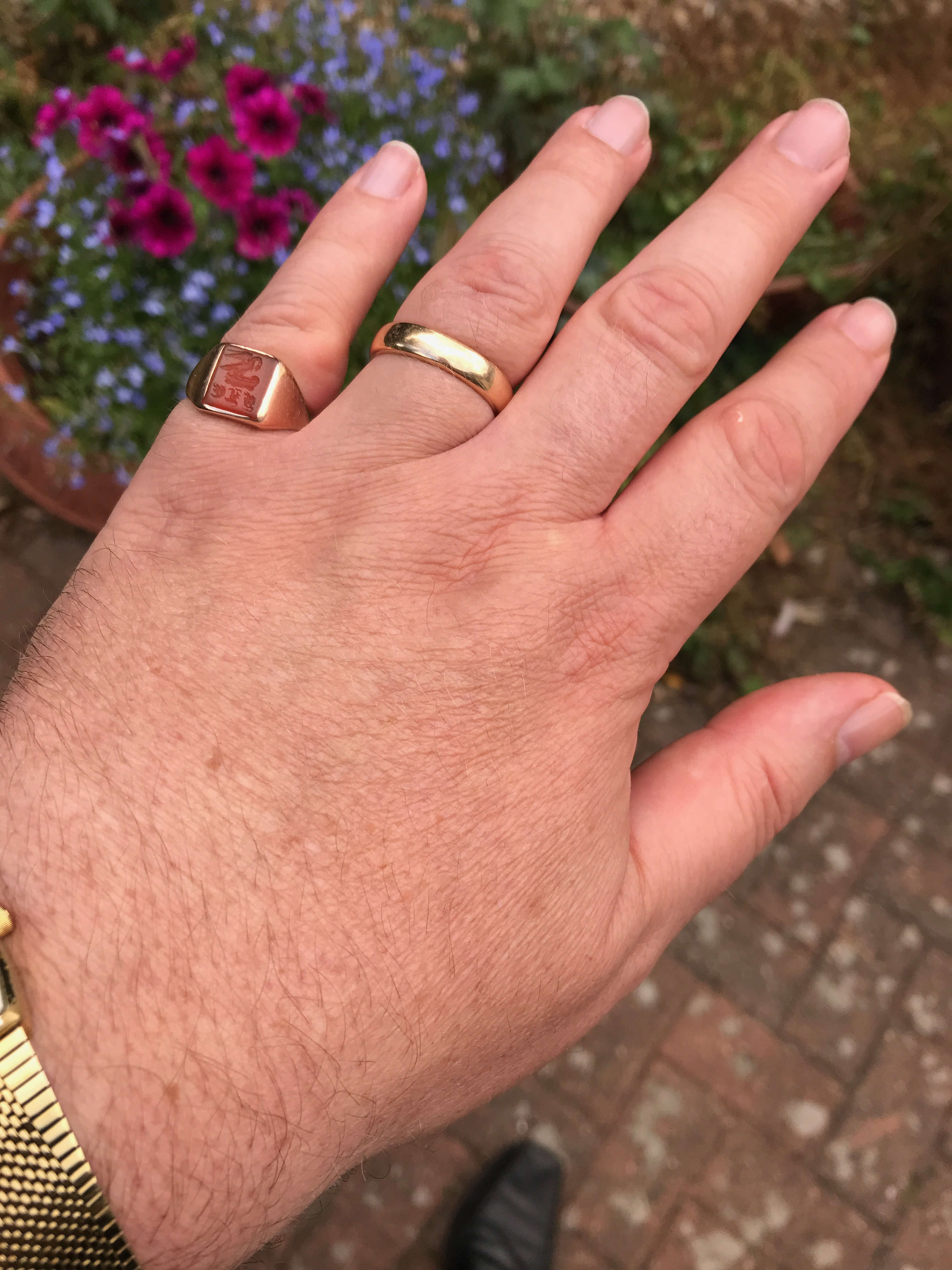
Anel de sinete (dedo mindinho) e anel de casamento (dedo anelar) na mão esquerda.

O anel de sinete se usa tradicionalmente no dedo mindinho da mão esquerda de um cavalheiro, uma prática que ainda acontece especialmente no Reino Unido, Austrália e em culturas europeias. Um anel de sinete faz parte da insígnia de muitas monarquias europeias, e também do Papa, em que se usa o anel sempre no dedo mindinho esquerdo. Nos tempos modernos, a localização do anel de sinete relaxou, cujos exemplos são usados em vários dedos diferentes, embora ainda seja mais comum nos dedinhos.
O Anel de Ferro é um anel simbólico usado por vários engenheiros canadenses. O Anel simboliza orgulho e humildade para a engenharia e é sempre usado no dedo mínimo da mão dominante. Nos Estados Unidos, o Engineer's Ring é um anel de aço inoxidável que se usa no quinto dedo da mão de trabalho por engenheiros membros da Ordem do Engenheiro e aceitaram a Obrigação de um Engenheiro.

### Utilidade
O dedo mínimo é muito usado como suporte quando os usuários de smartphones digitam apenas com uma mão. O dedo mínimo fica embaixo do telefone, de tal forma que ele seja apoiado com os três dedos médios e o usuário digite com o polegar.
Alguns usuários relataram amassados no dedo mindinho e dor na mão após usar por muito tempo dessa maneira, o que os médicos chamam de "mindinho do iPhone" ou "mindinho do smartphone". Os recortes na pele não foram nada alarmantes, pois desapareceram sozinhos após passar algum tempo sem o uso do telefone celular.